# Discografia formației System of a Down
System of a Down este o formație rock americană, compusă din vocalistul Serj Tankian, chitaristul Daron Malakian, basistul Shavo Odadjian, și bateristul John Dolmayan. Ei au lansat 5 albume de studio, 16 single-uri, și 10 clipuri video.

## Albume de studio
| Titlu                                           | Detalii album                                                                 | Poziții în topuri | Poziții în topuri | Poziții în topuri | Poziții în topuri | Poziții în topuri | Poziții în topuri | Poziții în topuri | Poziții în topuri | Poziții în topuri | Poziții în topuri | Certificări |
| Titlu                                           | Detalii album                                                                 | US                | AUS               | CAN               | FIN               | GER               | IRL               | NLD               | NZ                | SWI               | UK                | Certificări |
| ----------------------------------------------- | ----------------------------------------------------------------------------- | ----------------- | ----------------- | ----------------- | ----------------- | ----------------- | ----------------- | ----------------- | ----------------- | ----------------- | ----------------- | --- |
| System of a Down                                | - Lansat: 30 iunir 1998 - Label: American - Formate: CD, CS, DI               | 124               | 48                | —                 | —                 | —                 | —                 | 68                | —                 | —                 | 103               | - ABDP: Platină - BPI: Aur - MC: Aur - RIAA: Platină |
| Toxicity                                        | - Lansat: 4 septembrie 2001 - Label: American - Formate: CD, CS, LP, DI       | 1                 | 6                 | 1                 | 8                 | 23                | 17                | 17                | 7                 | 31                | 13                | - ABDP: Aur - ARIA: 3× Platină - BPI: Platină - BVMI: Aur - SWI: Aur - IFPI: Platină - IFPI AUT: Aur - MC: 2× Platină - RIAA: 3× Platină                                  |
| Steal This Album!                               | - Lansat: 26 noiembrie 2002 - Label: American, Columbia - Formate: CD, LP, DI | 15                | 11                | —                 | 25                | 14                | 47                | 41                | 26                | 25                | 56                | - ARIA: Aur - BPI: Aur - IFPI FIN: Aur - RIAA: Platină |
| Mezmerize                                       | - Lansat: 17 mai 2005 - Label: American, Columbia - Formate: CD, LP, DI       | 1                 | 1                 | 1                 | 2                 | 1                 | 2                 | 5                 | 1                 | 1                 | 2                 | - ABDP: Aur - ARIA: Platină - BPI: Aur - BVMI: Aur - IFPI AUT: Aur - IFPI FIN: Platină - IFPI SWI: Aur - IRMA: Platină - MC: 3× Platinum - RIAA: Platină - RIANZ: Platină |
| Hypnotize                                       | - Lansat: 22 noiembrie 2005 - Label: American, Columbia - Formate: CD, LP, DI | 1                 | 3                 | 1                 | 1                 | 4                 | 10                | 15                | 1                 | 4                 | 11                | - ARIA: Aur - BPI: Aur - BVMI: Aur - IFPI AUT: Aur - IFPI FIN: Platină - IFPI SWI: Aur - IRMA: Platină - RIAA: Platină                                                    |
| "—" arată o melodie care nu a apărut în topuri. |                                                                               |                   |                   |                   |                   |                   |                   |                   |                   |                   |                   | |

## Albume compilații
| Titlu  | Detalii album                                                             |
| ------ | ------------------------------------------------------------------------- |
| Bundle | - Lansat: 10 iunie 2011 - Label: American, Columbia - Formate: CD box set |

## Single-uri
| An                                             | Cântec       | Poziții în topuri | Poziții în topuri | Poziții în topuri | Poziții în topuri | Poziții în topuri | Poziții în topuri | Poziții în topuri | Poziții în topuri | Poziții în topuri | Poziții în topuri | Certificări             | Album            |
| An                                             | Cântec       | US                | US Alt.           | US Main. Rock     | AUS               | FIN               | GER               | IRL               | NLD               | SWI               | UK                | Certificări             | Album            |
| ---------------------------------------------- | ------------ | ----------------- | ----------------- | ----------------- | ----------------- | ----------------- | ----------------- | ----------------- | ----------------- | ----------------- | ----------------- | ----------------------- | ---------------- |
| 1998                                           | "Sugar"      | —                 | 31                | 28                | —                 | —                 | —                 | —                 | —                 | —                 | 136               |                         | System of a Down |
| 1999                                           | "Spiders"    | —                 | 38                | 25                | —                 | —                 | —                 | —                 | —                 | —                 | —                 |                         | System of a Down |
| 2001                                           | "Chop Suey!" | 76                | 7                 | 12                | 14                | —                 | —                 | 46                | 25                | —                 | 17                | - ARIA: Aur - RIAA: Aur | Toxicity         |
| 2002                                           | "Toxicity"   | 70                | 3                 | 10                | 39                | —                 | 88                | 47                | 75                | 90                | 25                |                         | Toxicity         |
| 2002                                           | "Aerials"    | 55                | 1                 | 1                 | 36                | —                 | 80                | 35                | —                 | —                 | 34                |                         | Toxicity         |
| 2005                                           | "B.Y.O.B."   | 27                | 4                 | 4                 | 42                | —                 | —                 | —                 | —                 | —                 | 26                | - RIAA: Platină         | Mezmerize        |
| 2005                                           | "Question!"  | 102               | 9                 | 7                 | —                 | —                 | —                 | 47                | —                 | —                 | 41                |                         | Mezmerize        |
| 2005                                           | "Hypnotize"  | 57                | 1                 | 5                 | —                 | 4                 | 83                | 47                | 31                | —                 | 48                | - RIAA: Aur             | Hypnotize        |
| 2006                                           | "Lonely Day" | 123               | 10                | 10                | 37                | 16                | 46                | —                 | —                 | 72                | —                 |                         | Hypnotize        |
| "—" arată o melodie care nu a apărut în topuri |              |                   |                   |                   |                   |                   |                   |                   |                   |                   |                   |                         |                  |

### Single-uri promoționale
| 2001                                           | "Prison Song" / "X"     | —   | —  | —  | Toxicity          |
| 2001                                           | "Johnny"                | —   | —  | —  | Non-album single  |
| 2002                                           | "Innervision"           | 107 | 14 | 12 | Steal This Album! |
| 2005                                           | "Cigaro"                | —   | 29 | 34 | Mezmerize         |
| 2005                                           | "Violent Pornography"   | —   | —  | —  | Mezmerize         |
| 2006                                           | "Kill Rock 'n Roll"     | —   | —  | 38 | Hypnotize         |
| 2006                                           | "Vicinity of Obscenity" | —   | —  | —  | Hypnotize         |
| "—" arată o melodie care nu a apărut în topuri |                         |     |    |    |                   |

## Clipuri video
| An   | Cântec       | Regizor                             |
| ---- | ------------ | ----------------------------------- |
| 1998 | "Sugar"      | Nathan "Karma" Cox                  |
| 1998 | "War?"       | Nathan "Karma" Cox și Joe Hahn      |
| 1999 | "Spiders"    | Charlie Deaux                       |
| 2001 | "Chop Suey!" | Marcos Siega                        |
| 2002 | "Toxicity"   | Shavo Odadjian și Marcos Siega      |
| 2002 | "Aerials"    | Shavo Odadjian și David Slade       |
| 2003 | "Boom!"      | Michael Moore                       |
| 2005 | "B.Y.O.B."   | Jake Nava                           |
| 2005 | "Question!"  | Shavo Odadjian și Howard Greenhalgh |
| 2005 | "Hypnotize"  | Shavo Odadjian                      |
| 2006 | "Lonely Day" | Josh Melnick și Xander Charity      |

### Apariții ca invitat
| An   | Video         | Artist    | Regizor            |
| ---- | ------------- | --------- | ------------------ |
| 2001 | "Angel's Son" | Strait Up | Nathan "Karma" Cox |

## Casete demo
Untitled Demo Tape (1995)
1. "P.I.G." – 3:07
2. "Flake" – 1:01
3. "Toast" – 2:59
4. "The Metro" (Berlin cover) – 2:49

Demo Tape 1 (1995)
1. "Sugar" – 2:56
2. "Suitepee" – 2:48
3. "Dam" – 2:39
4. "P.L.U.C.K." – 5:34

Demo Tape 2 (1996)
1. "Honey" – 2:34
2. "Temper" – 2:57
3. "Soil" – 3:04

Demo Tape 3 (1997)
1. "Know" – 3:01
2. "War?" – 2:44
3. "Peep-hole" – 3:33

Demo Tape 4 (1997)
1. "Q-Bert" (mai târziu cunoscut ca "CUBErt")
2. "Marmalade"
3. "DDevil"
4. "Slow" (mai târziu cunoscut ca "Spiders")
5. ".36"
6. "Friik"
7. "Mind"
8. "Suite-Pee"
9. "Blue"
10. "Darts"
11. "Störagéd"
12. "Sugar"
13. "Metro"

## Alte apariții
- Chef Aid: The South Park Album (1998) - "Will They Die 4 You?"
- Strangeland (1998) - "Marmalade"
- Book of Shadows: Blair Witch 2 (2000) - "Mind"
- Dracula 2000 (2000) - "The Metro" (Berlin cover)
- Heavy Metal 2000 (2000) - "Störagéd"
- Loud Rocks (2000) - "Shame" (Wu-Tang Clan Cover)
- MTV The Return of the Rock (2000) - "Suite-Pee"
- Nativity in Black, Vol. 2: A Tribute to Black Sabbath (2000) - "Snowblind" (Black Sabbath Cover)
- Scream 3 (2000) - "Spiders"
- Not Another Teen Movie (2001) - "The Metro" (Berlin cover)
- Scorpion King soundtrack (2002) - "Streamline"
- Ozzfest 2002 Live Album (2002) - "Needles"
- Pledge of Allegiance Tour: Live Concert Recording (2002) - "Chop Suey!", "Bounce", and "Toxicity"
- Disturbia (2007) - "Lonely Day"
- Guitar Hero World Tour (2008) - "B.Y.O.B"
- Guitar Hero: Metallica (2008) - "Toxicity"